# 高级语言

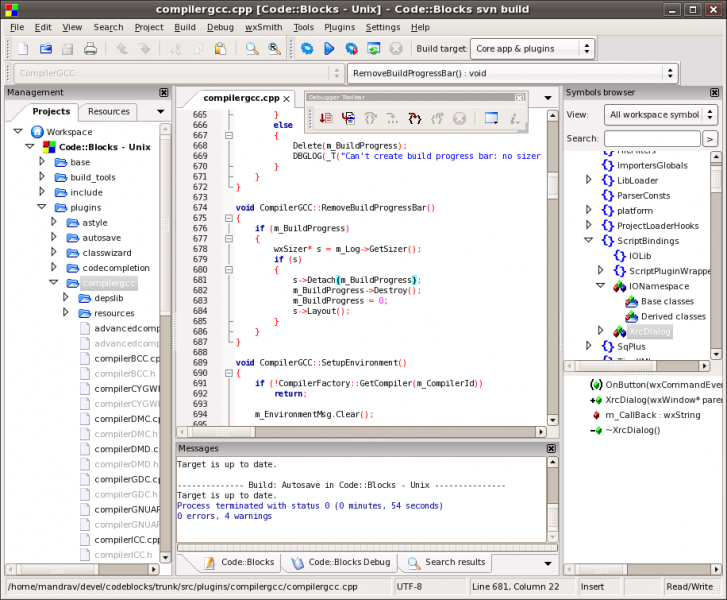
在圖形開發環境中撰寫程式

高级编程语言（High-level programming language）是高度封装了的编程语言，与低级语言相对。它是以人類的日常語言為基礎的一種編程語言，使用一般人易於接受的文字來表示，有較高的可讀性，以方便對電腦認知較淺的人亦可以大概明白其內容。由於早期電腦業的發展主要在美國，因此一般的高階語言都是以英語為藍本。在1980年代，當東亞地區開始使用電腦時，在日本、台灣及中國大陸都曾嘗試開發用各自地方語言編寫的高級語言，當中主要都是改編BASIC或專用於數據庫資料存取的語言，但是隨着編程者的外語能力提升，現時的有關開發很少。